# Archaeomenia nova
Archaeomenia nova is een Solenogastressoort uit de familie van de Hemimeniidae. De wetenschappelijke naam van de soort is voor het eerst geldig gepubliceerd in 1999 door Scheltema.